# Eric Blore
Eric Blore (* 23. Dezember 1887 in London; † 2. März 1959 in Hollywood) war ein britischer Theater- und Filmschauspieler.

## Leben
Nach seinem Schulabschluss arbeitete Eric Blore zunächst als Versicherungsvertreter. Auf einer Reise durch Australien wurde sein Interesse für das Theater geweckt. Als er nach England zurückkehrte, gab er seine Arbeit auf, um Schauspieler zu werden. Dabei konzentrierte er sich hauptsächlich auf britische Komödien und war fortan in vielen Bühnenstücken und Revuen in London zu sehen.
Im Jahr 1923 siedelte er in die Vereinigten Staaten über, wo er bis 1933 mehrfach am Broadway in New York auftrat. 1926 übernahm er eine kleine Nebenrolle in einer Stummfilm-Version von Der große Gatsby mit Warner Baxter und William Powell und spielte damit erstmals in einem Hollywood-Film mit. Ab 1930 stand er regelmäßig in komischen Rollen vor der Kamera. Für RKO Pictures spielte er in insgesamt fünf Filmmusicals mit Fred Astaire und Ginger Rogers, darunter Tanz mit mir! (1934) und Ich tanz’ mich in dein Herz hinein (1935). Dabei verkörperte Blore zumeist leicht sonderbare oder nervöse, aber zuvorkommende und höfliche Charaktere und wurde wiederholt als Oberkellner oder englischer Butler besetzt, wie auch in der beliebten Columbia Krimi-Reihe The Lone Wolf, in der er von 1940 bis 1947 elf Mal als Butler Jamison zu sehen war. Im Laufe der Jahre wirkte Blore in mehr als 80 Filmen mit. Bevor er sich 1955 aus dem Filmgeschäft zurückzog, wurde er 1949 für die Sprechrolle des Mr. Toad in Walt Disneys Zeichentrickfilm Die Abenteuer von Ichabod und Taddäus Kröte engagiert.
Blore heiratete 1917 Violet Winter, die zwei Jahre später verstarb. Mit seiner zweiten Ehefrau Clara Mackin (1890–1973), die er 1926 ehelichte, hatte er ein Kind. Blore starb 1959 im Alter von 71 Jahren in Hollywood an einem Herzinfarkt. Er wurde im Forest Lawn Memorial Park in Glendale, Kalifornien, beigesetzt.

## Filmografie (Auswahl)
- 1926: The Great Gatsby
- 1931: Tarnished Lady
- 1933: Carioca (Flying Down to Rio)
- 1934: Tanz mit mir! (The Gay Divorcee)
- 1935: Die Fee (The Good Fairy)
- 1935: Folies Bergère de Paris
- 1935: Ich tanz’ mich in dein Herz hinein (Top Hat)
- 1935: Diamanten-Jim (Diamond Jim)
- 1935: Wo die Liebe hinfällt (I Live My Life)
- 1935: I Dream Too Much
- 1936: Heiliges Kanonenrohr (Sons o’ Guns)
- 1936: Vornehm und gefährlich (The Ex-Mrs. Bradford)
- 1936: Wenn der Vater mit dem Sohne … (Piccadilly Jim)
- 1936: Swing Time
- 1936: Smartest Girl in Town
- 1937: The Soldier and the Lady
- 1937: Quality Street
- 1937: Tanz mit mir (Shall We Dance)
- 1937: Kavalier nach Mitternacht (It’s Love I’m After)
- 1937: Breakfast for Two
- 1937: Hitting a New High
- 1938: Joy of Living
- 1938: Als Salontiroler (Swiss Miss)
- 1939: Island of Lost Men
- 1939: $1000 a Touchdown
- 1940: Music in My Heart
- 1940: The Boys from Syracuse
- 1940: The Lone Wolf Strikes
- 1940: ’Til We Meet Again
- 1940: The Lone Wolf Meets a Lady
- 1940: South of Suez
- 1940: The Lone Wolf Keeps a Date
- 1941: Die Falschspielerin (The Lady Eve)
- 1941: The Lone Wolf Takes a Chance
- 1941: Der Weg nach Sansibar (Road to Zanzibar)
- 1941: New York Town
- 1941: Secrets of the Lone Wolf
- 1941: Sullivans Reisen (Sullivan’s Travels)
- 1941: Abrechnung in Shanghai (The Shanghai Gesture)
- 1942: Counter-Espionage
- 1942: Der Besessene von Tahiti (The Moon and Sixpence)
- 1942: One Dangerous Night
- 1943: Happy Go Lucky
- 1943: Auf ewig und drei Tage (Forever and a Day)
- 1943: Heavenly Music (Kurzfilm)
- 1943: The Sky’s the Limit
- 1943: Submarine Base
- 1943: Passport to Suez
- 1943: Holy Matrimony
- 1945: I Was a Criminal
- 1945: Eine Lady mit Vergangenheit (Kitty)
- 1946: The Notorious Lone Wolf
- 1946: Winter Wonderland
- 1946: Abie’s Irish Rose
- 1947: The Lone Wolf in Mexico
- 1947: The Lone Wolf in London
- 1948: Zaubernächte in Rio (Romance on the High Seas)
- 1949: Die Abenteuer von Ichabod und Taddäus Kröte (The Adventures of Ichabod and Mr. Toad) (Stimme)
- 1949: Die Marx Brothers im Theater (Love Happy)
- 1950: Herz in der Hose (Fancy Pants)
- 1955: Bowery to Bagdad